# Schwerte

Schwerte est une ville de Rhénanie-du-Nord-Westphalie (Allemagne), située dans l'arrondissement d'Unna, dans le district d'Arnsberg, dans le Landschaftsverband de Westphalie-Lippe.

## Géographie
Schwerte se situe au sud de Dortmund, sur la rivière Ruhr, à l'est de la Ruhr, plus dense région industrielle de l'Allemagne. La ville compte quasiment 50 000 habitants fin 2010.

## Histoire
| Appartenances historiques Comté de Berg 1101-1161 Comté d'Altena 1161-1198 Comté de La Marck 1198-1807 Grand-duché de Berg 1807-1813 Royaume de Prusse (Province de Westphalie) 1815-1918 République de Weimar 1918-1933 Reich allemand 1933-1945 Allemagne occupée 1945-1949 Allemagne 1949-présent |

## Culture et patrimoine

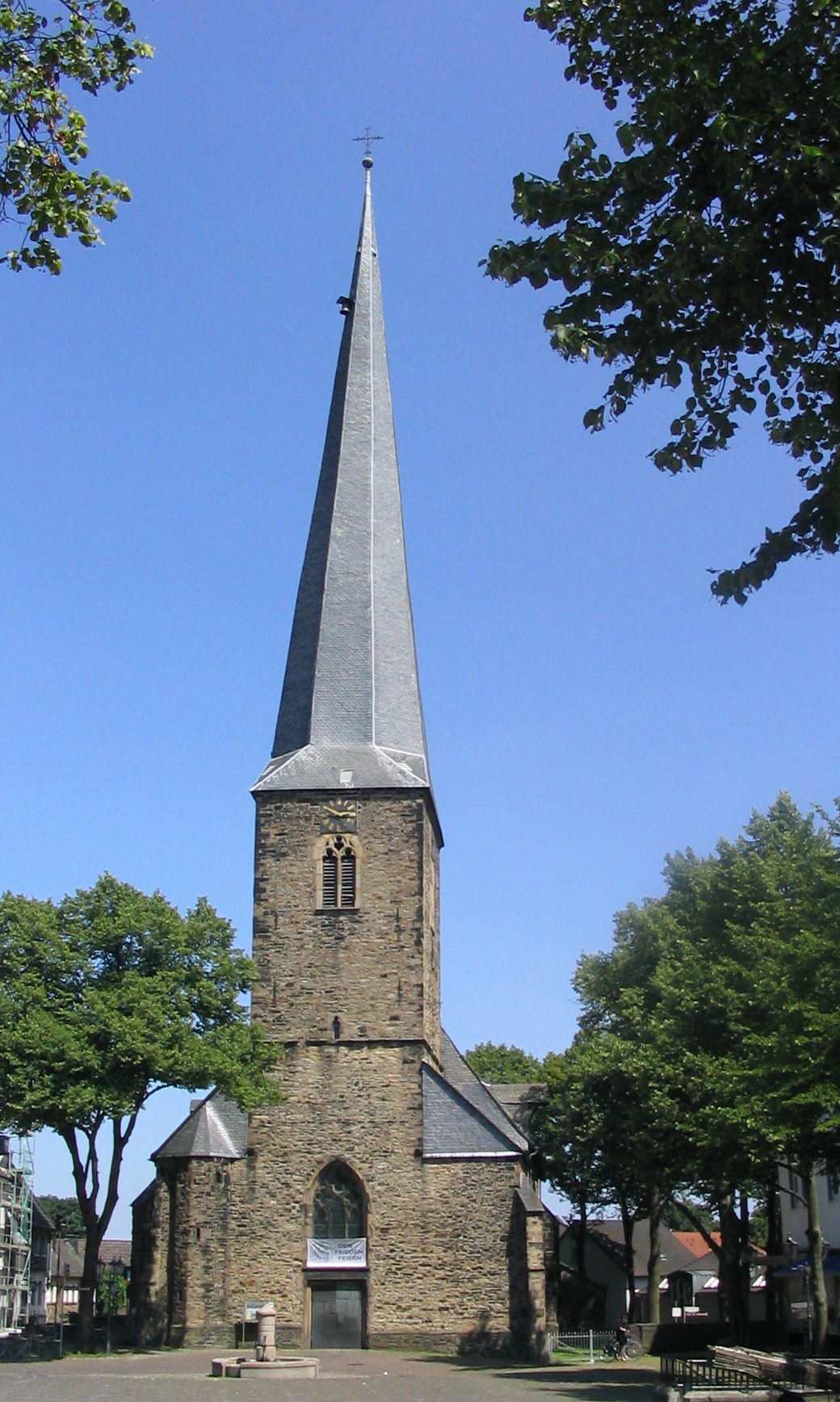
Église Saint-Victor de Schwerte.

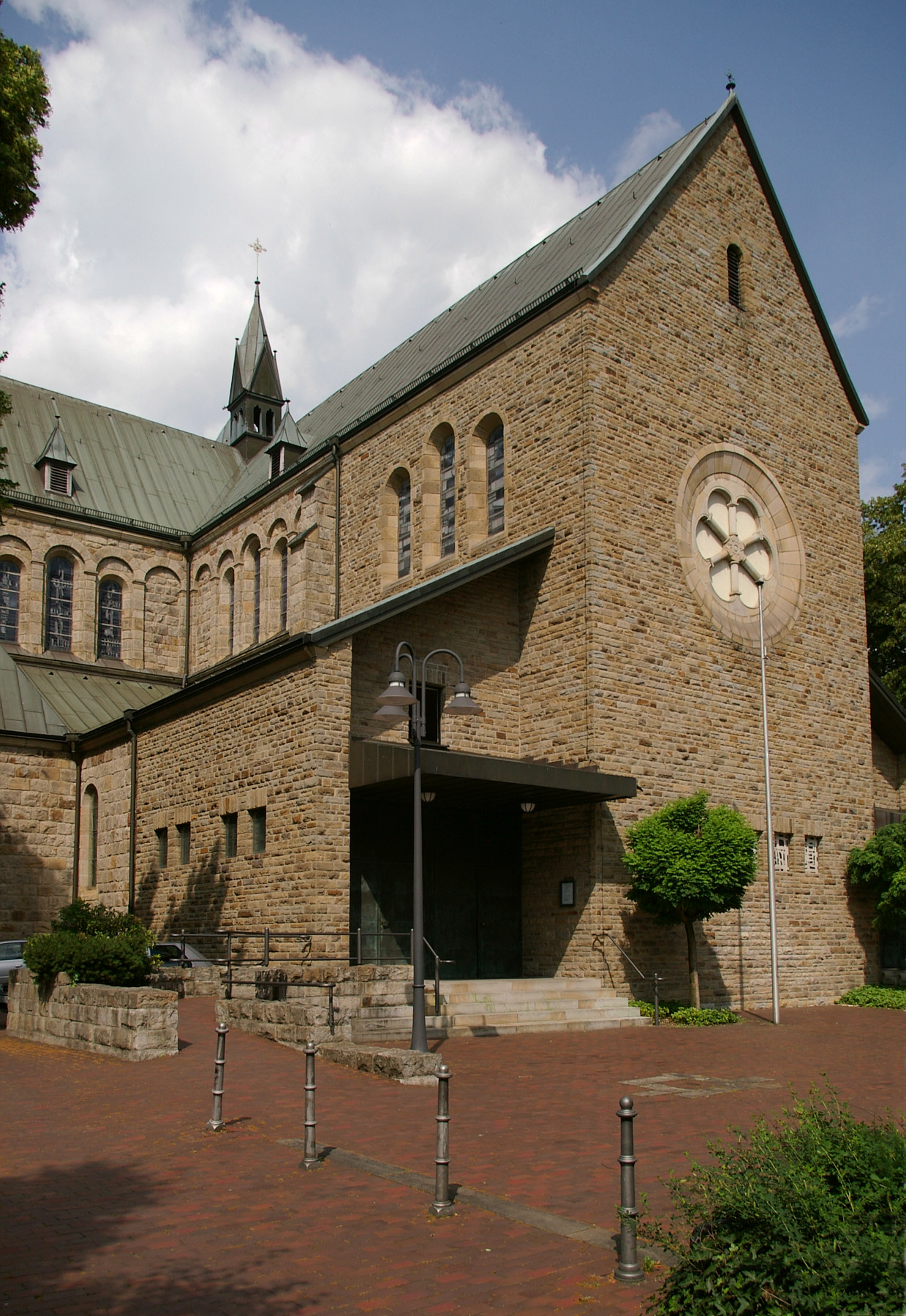
Église catholique Sainte-Marie de Schwerte.

- Église catholique Sainte-Marie.
- Église Saint-Victor.

## Jumelage
- Azé
- Béthune (France)